# Horace, Kansas
Horace là một thành phố thuộc quận Greeley, tiểu bang Kansas, Hoa Kỳ. Năm 2010, dân số của xã này là 70 người.

## Dân số
Dân số các năm:
- Năm 2000: 143 người
- Năm 2010: 70 người